# Henri Dirickx
Henri Dirickx (Duffel, 1927. július 7. – 2018. július 4.) válogatott belga labdarúgó, hátvéd.
1951 és 1969 között az Union Saint-Gilloise labdarúgója volt. A belga válogatott tagjaként részt vett az 1954-es labdarúgó-világbajnokságon.